# 中進汽貿
中國進口汽車貿易有限公司，簡稱中進汽貿（英語：China Automobile Trading Company Limited），國機汽車股份有限公司屬下機構，是在1993年成立，主要業務进口汽车批发、汽车零售及贸易服务，現任董事長丁宏祥。
1999年，被中國機械工業集團有限公司收購本集團，已被國務院批准。除此之外，2011年11月18日，鼎盛天工借壳上市。